# Севрски споразум
Севрски споразум је само један од серије споразума који су потписале земље припаднице Централних сила након пораза у Првом свјетском рату. Споразум је потписан 10. августа 1920. године, у изложбеном простору Националне фабрике Севр у француском граду Севр.
Севрски споразум означава почетак подјеле Османског царства, и на крају његово уништење. Услови споразума су предвиђали одрицање турских власти од свих нетурских територија и њихово ступање у састав Савезника. Конкретно, уступање територије Источног Средоземља и одобрење стварања, између осталог, Британског мандата над Палестином и Француског мандата над Сиријом и Либаном.
Русија није учествовала, јер је склопила Брест-литовски мир са Османским царством 1918. године. У том мировном споразуму, на инсистирање великог везира Мехмед Талат-паше, Османско царство је повратило територије које је Русија заузела у Руском-турском рату 1878. године, посебно Ардахан, Карс и Батуми.
Потписници Севрског споразума су били: у име Уједињеног Краљевства Џорџ Диксон Грајам, у име Француске Александар Милеран и у име Италије Лелио Бонин Лонгаре. Аветис Ахаронијан, представник делегације Јерменије, који је потписао и Батумски споразум 4. јуна 1918. године, био је такође један од потписивача. Грчка, као један од Савезника, није потписала нити ратификовала споразум.
Четири потписивача у име Османског царства поред султана Мехмед VI су били: велики везир Дамат Ферид-паша, амбасадор Хади-паша, министар образовања Решид Халис и Риза Тевфик.
Услови споразума су код Туркада довели до повећања непријатељства и националистичких осјећања. Потписницима споразума је држављанство одузела Велика национална скупштина предвођења Кемалном Ататурком и споразум је на крају довео до Турског рата за независност, након чега су Ататурк и његове присталице прихватиле нови мировни споразум 1923. године, Лозански мир, који је дао услове за стварање модерне Турске Републике.
Версајски споразум који је потписан са Њемачком прије Севрског споразума, поништио је све њемачке уступке Османско царству, укључујући економске и пословне олакшице. Италија, Уједињено Краљевство и Француска су потписале тајни „Тројни споразум” истог дана. Тројни споразум је потврдио британске нафтне и комерцијалне концесије, и претворио бивша њемачка предузећа у Османском царству у предузећа земаља Тројног споразума.
Услови Севрског споразума су били много тежи него они које је имала Њемачка у Версајском споразуму. Италија, Француска и Уједињено Краљевство су започеле тајну подјелу Османског царства већ почетком 1915. године. Отворени преговорио су трајали више од петнаест мјесеци, а почели су Париском мировном конференцијом 1919. године. Настављени су на Лондонској конференцији 1920. године и попримили су коначан облик на конференцији су Сан Рему у априлу исте године. До одлагања је дошло јер се силе нису могле доћи до споразума који би се, заузврат, поклопио са исходом Турском националног покрета. Севрски споразум је поништен у Турском рату за независност, а стране су потписале и ратификовале Лозански споразум 1923. и 1924. године.